# Carlos Contreras (football)
Pour les articles homonymes, voir Contreras.
Carlos Raúl Contreras Guillaume, né le 2 octobre 1938 à Santiago au Chili et mort le 17 avril 2020 à Puente Alto (Chili), est un footballeur international chilien, qui évoluait au poste de défenseur.

## Biographie

### Carrière en club
Avec l'équipe de l'Universidad de Chile, Carlos Contreras remporte six titres de champion du Chili.

### Carrière en sélection
Avec l'équipe du Chili, Carlos Contreras joue 30 matchs (pour aucun but inscrit) entre 1959 et 1966. 
Il figure dans le groupe des sélectionnés lors de la Coupe du monde de 1962. Lors du mondial organisé dans son pays natal, il joue cinq matchs et atteint le stade des demi-finales, en étant éliminé par le Brésil.

## Palmarès
Universidad de Chile
- Championnat du Chili (6) :
  - Champion : 1959, 1962, 1964, 1965, 1967 et 1969.